# Нека свемир чује немир
Нека свемир чује немир је дупли и први музички уживо албум југословенског и српског рок бенда Бајага и Инструктори, објављен 1989. године.

## Опште информације
Првих пет нумера на албуму су студијске. На албуму су дебитовале песме На врховима прстију, Идем (као да не идем, а идем) и Нека немир чује свемир, док су песме Текила - Герила и Тамара, акустичне верзије песама са албума Позитивна географија.
Један део уживо песама снимљен је 6. марта 1989. године на концерту бенда у Дому спортива у Загребу, док је други део снимљен 15. септембра 1989. године на наступу бенда на ЕБУ рок фестивалу у Новом Саду. Последња нумера на албуму је снимак новинара Дражена Врдољака који најављује бенд на њиховом концерту у загребачком клубу Кулушић, одржаном 8. децембра 1984. године.
На албуму се налази жива верзија песме Кад ходаш, коју је првобитно снимио бивши састав Момчила Бајагића, Рибља Чорба.

## Списак песама
Све песме је писао Момчило Бајагић, осим где је назначено другачије.
| №  | Назив                                                             | Трајање |  |
| 1. | На врховима прстију                                               | 3:37    |  |
| 2. | Текила - Герила                                                   | 3:45    |  |
| 3. | Идем (Као да не идем, а идем) (Жика Миленковић и Момчило Бајагић) | 2:51    |  |
| 4. | Тамара                                                            | 3:23    |  |
| 5. | Нека свемир чује немир                                            | 5:15    |  |
| 6. | Двадесети век                                                     | 4:26    |  |
| 7. | Добро јутро, џезери                                               | 3:03    |  |
| 8. | 220 у волтима                                                     | 3:25    |  |
| 9. | Плави сафир                                                       | 4:48    |  |

| №  | Назив                                            | Трајање |  |
| 1. | Кад ходаш                                        | 4:42    |  |
| 2. | Руски воз (Жика Миленковић и Момчило Бајагић)    | 4:15    |  |
| 3. | Зажмури                                          | 4:13    |  |
| 4. | Пољуби ме                                        | 3:15    |  |
| 5. | Лимене трубе                                     | 2:55    |  |
| 6. | Ја мислим 300 на сат                             | 4:40    |  |
| 7. | Тишина                                           | 4:54    |  |
| 8. | 220 у волтима (3:25)                             |         |  |
| 9. | Тонски запис са концерта у Кулушићу 8. 12. 1984. | 1:13    |  |

## Учествовали на албуму
- Момчило Бајагић — вокал, гитара, акустична гитара и аранжман
- Жика Миленковић — вокал и аранжман
- Мирослав Цветковић — бас гитара, позадински вокали и аранжман
- Саша Локнер — клавијатура, позадински вокали и аранжман
- Ненад Стаматовић — гитара и позадински вокали
- Владимир Голубовић — гитара и позадински вокали
- Саша Хабић — продуцент
- Иван Влатковић — продуцент (за песме 220 у волтима и Тишина)
- Младен Шкалец — сниматељ
- Милован Мацановић — сниматељ (за песме 220 у волтима и Тишина)
- Петар Бојмић — аудио инжењер
- Ђорђе Петровић — аудио инжењер (за песме 220 у волтима и Тишина)
- Зоран Вујевић — микс албумских песама
- Јан Шаш — микс песама 220 у волтима и Тишина

## Топ листа
| Топ листа   | Позиција |
| ----------- | -------- |
| Радио Сплит | 2        |